# Sudáfrica en la Copa Mundial de Rugby de 1999
Los Springboks fueron uno de las 20 naciones participantes de la Copa Mundial de Rugby de 1999, que se realizó principalmente en Gales (Reino Unido).
Tras la victoria en la edición anterior, los sudafricanos no debían nada. Aun así no defraudaron y lograron el tercer puesto, cayendo solo ante los campeones.

## Plantel
Nick Mallet (43 años) se peleó con el capitán Gary Teichmann y no lo convocó, generando mucho malestar en Sudáfrica. Esta exclusión es considerada de las peores decisiones rugbisticas que se tomaron en la historia.
Andrews que fue el octavo titular en la edición pasada, esta vez jugó de segunda línea.
|                          | Jugador                  | Edad    | Posición      | Tests | Equipo              |
| ------------------------ | ------------------------ | ------- | ------------- | ----- | ------------------- |
| Hookers y Pilares        |                          |         |               |       |                     |
| 2                        | Naka Drotské             | 28 años | Hooker        | 20    | Lions               |
| 3                        | Os du Randt              | 27 años | Pilar         | 33    | Free State Cheetahs |
|                          | Adrian Garvey            | 31 años | Pilar         | 27    | Sharks              |
|                          | Ollie le Roux            | 26 años | Pilar         | 20    | Sharks              |
|                          | Chris Rossouw            | 30 años | Hooker        | 7     | Lions               |
| 3                        | Cobus Visagie            | 26 años | Pilar         | 6     | Stormers            |
| Segundas líneas          |                          |         |               |       |                     |
| 5                        | Mark Andrews             | 27 años | Segunda línea | 56    | Sharks              |
| 4                        | Krynauw Otto             | 28 años | Segunda línea | 28    | Bulls               |
|                          | Albert van den Berg      | 25 años | Segunda línea | 4     | Lions               |
|                          | Fritz van Heerden        | 29 años | Segunda línea | 13    | Leicester Tigers    |
| Alas y Octavos           |                          |         |               |       |                     |
| 6                        | Rassie Erasmus           | 26 años | Ala           | 23    | Lions               |
|                          | Ruben Kruger             | 29 años | Ala           | 34    | Bulls               |
|                          | Anton Leonard            | 25 años | Octavo        | 1     | Stormers            |
| 8                        | Bobby Skinstad           | 23 años | Octavo        | 10    | Stormers            |
| 7                        | André Venter             | 28 años | Ala           | 39    | Lions               |
|                          | André Vos                | 24 años | Ala           | 5     | Lions               |
| Medios scrum             |                          |         |               |       |                     |
|                          | Werner Swanepoel         | 26 años | Medio scrum   | 13    | Lions               |
| 9                        | Joost van der Westhuizen | 28 años | Medio scrum   | 52    | Bulls               |
| Aperturas y Centros      |                          |         |               |       |                     |
| 10                       | Jannie de Beer           | 28 años | Apertura      | 8     | Free State Cheetahs |
| 13                       | Robbie Fleck             | 24 años | Centro        | 6     | Stormers            |
|                          | Henry Honiball           | 33 años | Apertura      | 33    | Bristol Bears       |
|                          | Wayne Julies             | 21 años | Centro        | 0     | Bulls               |
| 12                       | Pieter Muller            | 30 años | Centro        | 29    | Sharks              |
|                          | Brendan Venter           | 29 años | Centro        | 15    | Western Province    |
| Fullbacks y Wings        |                          |         |               |       |                     |
| 14                       | Deon Kayser              | 29 años | Wing          | 4     | Sharks              |
|                          | Kaya Malotana            | 23 años | Wing          | 0     | Lions               |
| 15                       | Percy Montgomery         | 25 años | Fullback      | 29    | Stormers            |
|                          | Breyton Paulse           | 23 años | Wing          | 5     | Stormers            |
| 11                       | Pieter Rossouw           | 27 años | Wing          | 29    | Stormers            |
|                          | Stefan Terblanche        | 24 años | Fullback      | 17    | Sharks              |
| Entrenador: Nick Mallett |                          |         |               |       |                     |

## Participación
Sudáfrica integró el grupo A con la potencia Escocia, más las debutantes España y Uruguay. Solo el XV del Cardo pudo hacerle frente y ganaron la zona sin inconvenientes.

### Fase final
En los cuartos enfrentaron a la Rosa del entrenador Clive Woodward, el capitán Martin Johnson, Jeremy Guscott, Jason Leonard y Tim Rodber. Vencieron con dos tries y cinco drops de Jannie de Beer.
En semifinales cruzaron a los Wallabies, quienes solo habían recibido un try en todo el torneo, del entrenador Rod Macqueen, el capitán John Eales, George Gregan, David Wilson y Tim Horan. En un partido muy parejo que terminó en empate a 18 y debió jugarse el tiempo extra. Stephen Larkham se había lesionado la rodilla derecha y tenía problemas de visión, empataban 21-21 cuando Gregan pasó el balón al 10 y éste pateó un drop a 48 metros del in-goal, un penal de Burke definiría el partido 21-27.

### Tercer y cuarto puesto
El partido consuelo fue contra los All Blacks, formaban con Craig Dowd, Robin Brooke, Christian Cullen, el capitán Taine Randell y Jonah Lomu. Unos fuertes sudafricanos derrotaron a los desmotivados kiwis en el último súper clásico del siglo.